# Bico
Bico (ryska: Биджов) är en ort i Azerbajdzjan.   Den ligger i distriktet Ağsu Rayonu, i den centrala delen av landet, 110 kilometer väster om huvudstaden Baku. Bico ligger 244 meter över havet och antalet invånare är 1 860.
Terrängen runt Bico är kuperad åt nordost, men åt sydväst är den platt. Närmaste större samhälle är Shamakhi, 15,3 kilometer nordost om Bico.
Trakten runt Bico består till största delen av jordbruksmark. Runt Bico är det ganska glesbefolkat, med 31 invånare per kvadratkilometer.